# Betesmark

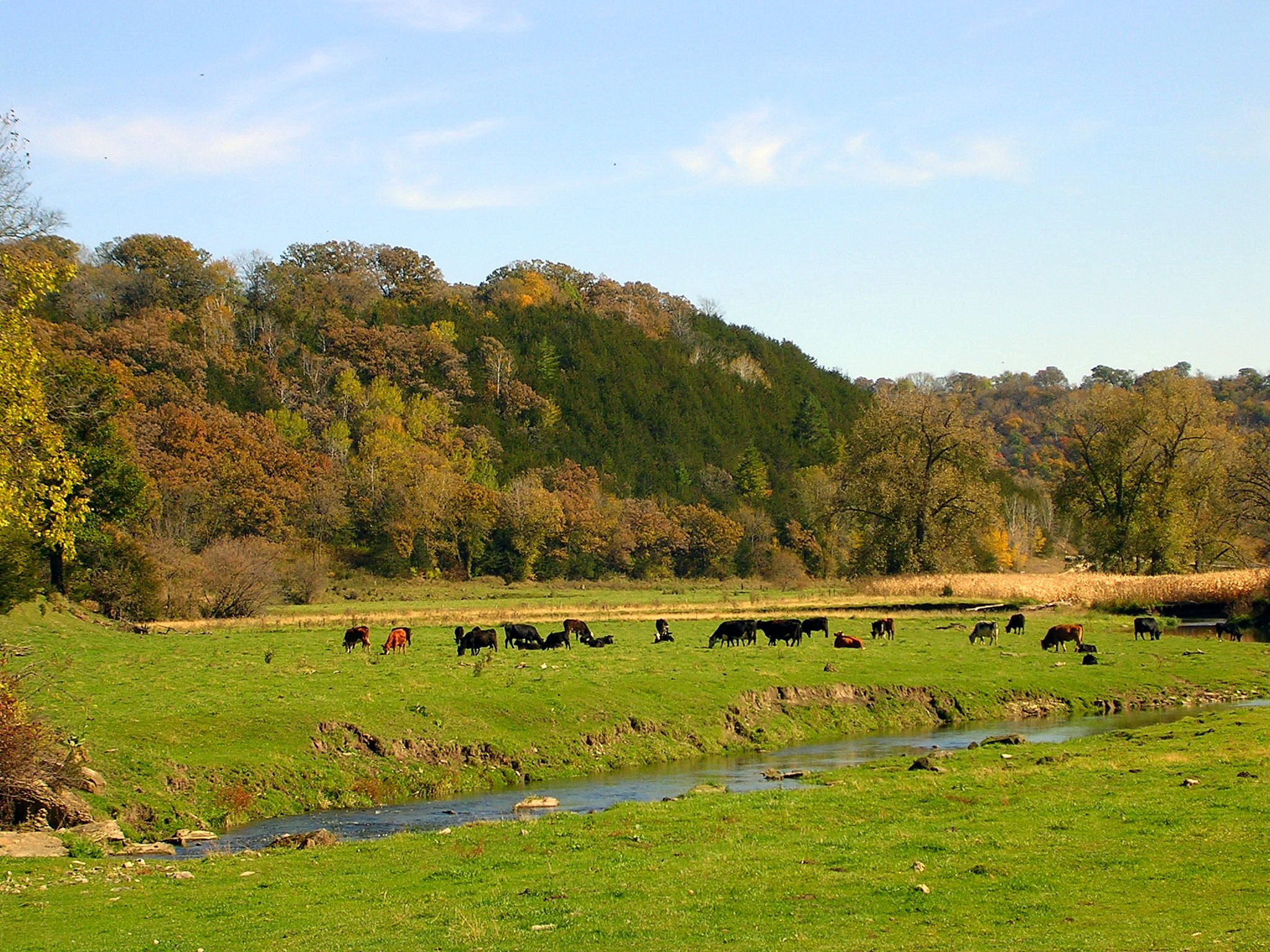
Boskap som betar på en äng i Minnesota.

Betesmark är framför allt sådan jordbruksmark som används för bete åt främst nötkreatur, får, getter och hästar. Andra djur, domesticerade eller vilda, som fordrar betesmarker, är bland andra åsnor, vattenbufflar, jakar, alpackor, lamor, kameler, dromedarer och strutsar. 
För husdjurens bete i Sverige har sedan gammalt använts skogs-, hag- och strandmark samt fjällmark för renar.

## Beskrivning

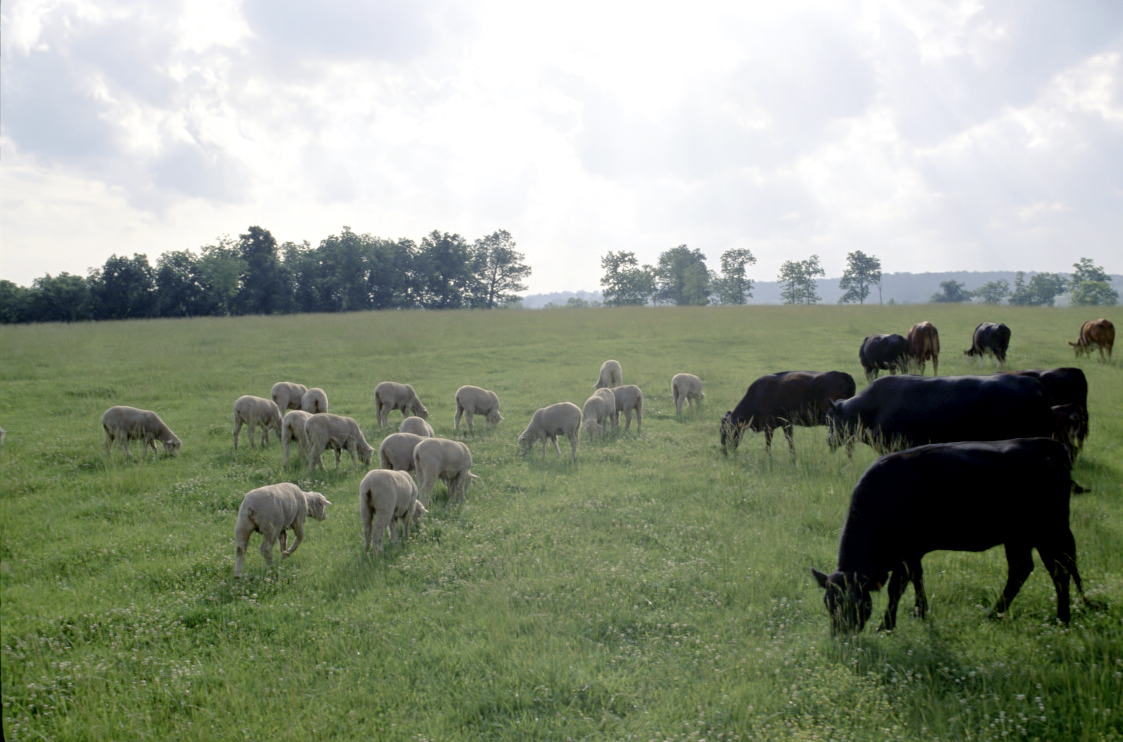
Hage med kor och får.

Hagmark som betesmark kan vara en äng som inte brukas till annat än bete eller en odlad vall efter att vallväxterna skördats. Betesdjuren bidrar samtidigt med naturlig gödsling av marken. Betesmarken kan vara en inhägnad hage.
Betesmarker är en del av kulturlandskapet och ingår i ett rikt odlingslandskap, ett av de 16 nationella miljömålen som antogs av Sveriges riksdag 1999. Det svenska Naturvårdsverket skiljer i stora drag på naturbetesmark och kultiverad betesmark. Bruk och skötsel av betesmarker omfattas av Europeiska unionens jordbruksstöd, som i Sverige administreras av Statens jordbruksverk. Stöd kan utgå både som gårdsstöd och miljöersättning beroende på hur marken brukas. Gårdsstöd utgår till all brukad jordbruksmark som har högst 60 träd per hektar.
Miljöersättning för betesmark utgår med olika belopp per hektar och antalet djur, beroende på stödområde och markslag: slåtter- eller frövallar med efterbete, betesvallar på åkermark, slåtterängar med efterbete och permanenta betesmarker som inte är lämpliga att plöja samt speciella typer som skogsbete, alvarbete, fäbodbete och mosaikbete.
Till skötseln av betesmarker hör att de blir avbetade varje år och om de slås skall inga växtdelar lämnas kvar att multna. De måste röjas för att inte växa igen, men träd av olika ålder och vissa buskage, till exempel i skogsbrynen bidrar till hög biologisk mångfald av växter, insekter och häckande fåglar. Värdefulla betesväxter är bockrot, kummin, vicker, käringtand, klöver, näveväxter, ängskovall, gröe, ängssvingel, timotej, lusern och hundäxing. Under ängsbrukets tid kunde näringstillförseln ökas genom att det röjda riset brändes och askan spreds. Lågt belägna ängar kunde även översvämmas av näringsrikt vatten om våren. Växtligheten kunde förbättras genom insådd av höfrö från höskullens golv.
I det gamla jordbrukssamhället kunde betesmarken finnas antingen på den egna gårdens ägor eller på byns allmänningar eller utmarker. På sydsvensk dialekt kallas en sådan betesmark för fälad.
Exempel på viktiga biotoper för betesmarker runt om i världen är stäpper och hedar, savannerna samt Sahelregionen i Afrika, Nordamerikas prärie och Pampas i Sydamerika. Betesmarker för köttproduktion bidrar till avskogning av regnskog. Överbetning bidrar till ökenspridning.

## Andra marker än hagmarker
Samerna har sommarbetesmarker på kalfjället och vinterbetesland i skogen för sina renar.
Skogsbete kan ske där marken är täckt av gräs och örter i blandskog som inte använts för skogsbruk, som när man traditionellt släppt djuren på bete i utmarkerna. Mosaikbete är mindre grästäckta områden som är uppblandade med till exempel klapperstensfält, berghällar, sandblottor och ljunghedar, som i kustlandskapen.
Betesmarker har ofta anlagts på marker som varit för kuperade eller steniga för att plöjas eller slås, liksom på strandängar och där jordmånen varit för mager eller jordlagret för tunt. Andra marker för bete har varit nedlagda svedjebruk, utdikade våtmarker och annan uppodlad mark som förlorat sin lönsamhet i takt med jordbrukets rationalisering. En process som startade redan under 1700-talet då man övergick från ängsbruk till vallodling.

## Officiell statistik om betesmark
Äldre statistik gällande arealen av betesmark i Sverige kompliceras av att synen på vad som utgör betesmark ändrats över tid. Från år 1981 har dock kategorierna förblivit desamma. Under de senaste tre årtiondena har arealen varierat mellan knappt 330 000 hektar och drygt 510 000 hektar. Trenden sedan år 2005 har varit nedåtgående. På Jordbruksverkets webbplats publiceras årligen statistik om den svenska betesmarken i det Statistiska meddelandet om jordbruksmarkens användning. I Eurostats databas publiceras statistik om betesmarken i Europa under kategorin Agriculture och underkategorin Structure of agricultural holdings. I FAO:s databas publiceras statistik om betesmarken i världen under kategorin Resources och underkategorin Land.